# Stazione di Barile
La stazione di Barile è la fermata ferroviaria a servizio di Barile. La fermata è ubicata lungo la ferrovia Foggia-Potenza.

## Strutture e impianti
La fermata dispone di un fabbricato viaggiatori, che ospita la sala d'attesa, i servizi igienici, il bar, il ristorante ed un teatro.

## Movimento
Nella fermata fermano tutti i treni regionali per Foggia, Potenza e Melfi.

## Servizi
La stazione dispone di:
- Bar
- Servizi igienici

### Interscambi
- Linee autobus urbane
- Linee autobus extraurbane per Atella, San Fele e Ripacandida